# Waldkappel
Waldkappel ist eine Kleinstadt im nordhessischen Werra-Meißner-Kreis.

## Geographie

### Geographische Lage
Waldkappel liegt zwischen Hessisch Lichtenau im Westen und Eschwege im Osten. Es befindet sich im Osthessischen Bergland zwischen dem sich im Norden anschließenden Mittelgebirge Hoher Meißner (753,6 m) und dem Stölzinger Gebirge (583 m) im Süden an der Mündung des Schemmerbachs in die Wehre.
Südsüdöstlich der Waldkappeler Kernstadt liegt der Mäuseberg (415,4 m) mit dem Pionierturm. Ein weiterer Aussichtsturm steht auf dem wenige Kilometer südsüdwestlich befindlichen Ziegenküppel (445,4 m); ein anderer Berg namens Ziegenküppel (405,8 m) liegt nordwestlich.

### Nachbargemeinden
- Meißner im Norden
- Wehretal im Osten
- Sontra im Süden (alle drei im Werra-Meißner-Kreis)
- Cornberg im Südwesten
- Rotenburg an der Fulda (beide im Landkreis Hersfeld-Rotenburg)
- Spangenberg im Westen (im Schwalm-Eder-Kreis) und
- Hessisch Lichtenau (im Werra-Meißner-Kreis).

### Stadtgliederung
Die Stadt besteht neben der Kernstadt Waldkappel (1663  Einw., 2025) aus den folgenden Stadtteilen:
| - Bischhausen - Burghofen - Eltmannsee - Friemen | - Gehau - Harmuthsachsen - Hasselbach - Hetzerode | - Kirchhosbach - Mäckelsdorf - Rechtebach - Rodebach | - Schemmern - Stolzhausen |

## Geschichte

### Ortsgeschichte

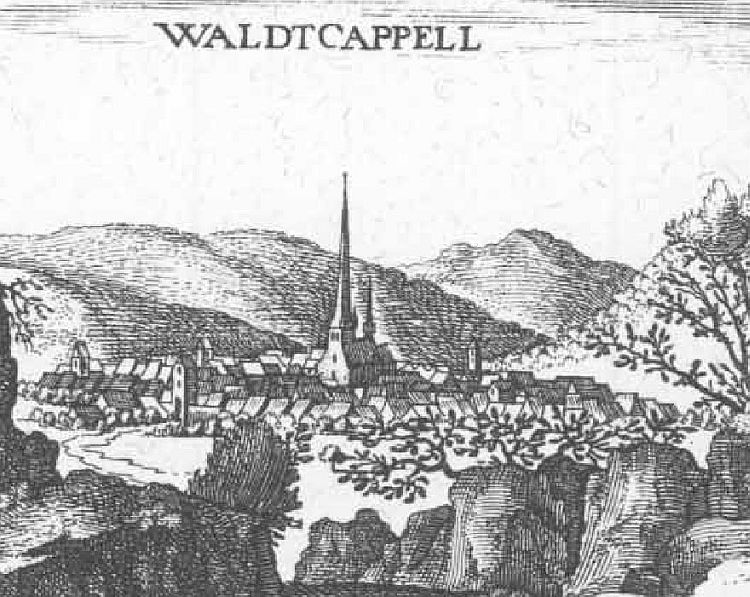
Waldkappel – Auszug aus der Topographia Hassiae von Matthäus Merian 1655

Die älteste bekannte schriftliche Erwähnung von Waldkappel erfolgte unter dem Namen Capelle im Jahr 1226. Als Grundherren sind in dieser Zeit die Herren von Bilstein und deren Vasallen überliefert. Im Jahr 1301 besaßen die von Kappel Güter und die Gerichtsbarkeit im Ort. 1414 wurden dem Ort die Stadtrechte verliehen. Die Stadt erlebte ihre wirtschaftliche Blüte während des späten Mittelalters durch ihre Lage an der alten Handelsstraße „durch die langen Hessen“, die von der Wetterau nach Thüringen und weiter nach Leipzig führte. Als Zeichen des ehemaligen Reichtums der Stadt erhebt sich im Ortsmittelpunkt die spätgotische St. Georgs-Kirche. Auf der Reise zum Marburger Religionsgespräch mit Ulrich Zwingli übernachtete Martin Luther am 27./28. September und 6./7. Oktober 1529 in Waldkappel. Der Dreißigjährige Krieg setzte dem Wohlstand Waldkappels ein jähes Ende; die Stadt konnte nie mehr an ihre frühere Bedeutung anknüpfen.
Die Stadt Waldkappel gehörte keinem Amt an, sondern es gab besondere Schultheißen der Ganerben. Erst 1780 beauftragte man den Justizbeamten zu Bischhausen, die Justizpflege zu versehen. Während der französischen Besetzung gehörte der Ort zum Kanton Bischhausen im Königreich Westphalen (1807–1813). Waldkappel gehörte ab 1821 zum hessischen Landkreis Eschwege.
Im Jahre 1945 kamen bei einem Luftangriff auf einen Munitionszug 17 Menschen ums Leben und der Bahnhof wurde vollständig zerstört.
Hessische Gebietsreform (1970–1977)
Im Zuge der Gebietsreform in Hessen wurde am 1. Februar 1971 die bis dahin selbständige Gemeinde Mäckelsdorf auf freiwilliger Basis als Ortsteil nach Waldkappel eingegliedert. Am 1. Oktober 1971 kamen die Gemeinden Burghofen, Friemen, Rechtebach und Rodebach hinzu. Bischhausen, Gehau, Harmuthsachsen, Hasselbach (beide aus dem Landkreis Witzenhausen), Kirchhosbach, Schemmern sowie Stolzhausen aus dem Landkreis Melsungen folgten am 31. Dezember 1971. Mit der Eingliederung kraft Landesgesetz von Eltmannsee und Hetzerode wurde am 1. Januar 1974 die Reihe der Eingemeindungen abgeschlossen. Für alle ehemals eigenständigen Gemeinden von Waldkappel sowie die Kerngemeinde wurde jeweils ein Ortsbezirk gebildet.

### Verwaltungsgeschichte im Überblick
Die folgende Liste zeigt die Staaten und Verwaltungseinheiten, denen Waldkappel angehört(e):
- vor 1567: Heiliges Römisches Reich, Landgrafschaft Hessen, Stadtgericht der Ganerben
- ab 1567: Heiliges Römisches Reich, Landgrafschaft Hessen-Kassel, Stadtgericht
- ab 1780: Heiliges Römisches Reich, Niederhessen, Amt Bischhausen
- ab 1806: Landgrafschaft Hessen-Kassel, Amt Bischhausen
- 1807–1813: Königreich Westphalen, Departement der Werra, Distrikt Eschwege, Kanton Bischhausen
- ab 1814: Kurfürstentum Hessen, Provinz Niederhessen, Amt Bischhausen[11]
- ab 1821/22: Kurfürstentum Hessen, Provinz Niederhessen, Kreis Eschwege[12][Anm. 2]
- ab 1848: Kurfürstentum Hessen, Bezirk Eschwege
- ab 1851: Kurfürstentum Hessen, Provinz Niederhessen, Kreis Eschwege
- ab 1867: Norddeutscher Bund[Anm. 3], Königreich Preußen,[Anm. 4] Provinz Hessen-Nassau, Regierungsbezirk Kassel, Kreis Eschwege
- ab 1871: Deutsches Reich, Königreich Preußen, Provinz Hessen-Nassau, Regierungsbezirk Kassel, Kreis Eschwege
- ab 1918: Deutsches Reich, Freistaat Preußen,[Anm. 5] Provinz Hessen-Nassau, Regierungsbezirk Kassel, Kreis Eschwege
- ab 1944: Deutsches Reich, Freistaat Preußen, Provinz Kurhessen, Landkreis Eschwege
- ab 1945: Amerikanische Besatzungszone,[Anm. 6] Groß-Hessen, Regierungsbezirk Kassel, Landkreis Eschwege
- ab 1946: Amerikanische Besatzungszone, Hessen, Regierungsbezirk Kassel, Landkreis Eschwege
- ab 1949: Bundesrepublik Deutschland, Hessen, Regierungsbezirk Kassel, Landkreis Eschwege
- ab 1974: Bundesrepublik Deutschland, Hessen, Regierungsbezirk Kassel, Werra-Meißner-Kreis

## Bevölkerung

### Einwohnerstruktur 2011
Nach den Erhebungen des Zensus 2011 lebten am Stichtag dem 9. Mai 2011 in Waldkappel 4701 Einwohner. Darunter waren 43 (0,9 %) Ausländer, von denen 43 aus dem EU-Ausland, 25 aus anderen europäischen Ländern und 3 aus anderen Staaten kamen. (Bis zum Jahr 2020 erhöhte sich die Ausländerquote auf 4,2 %.) Nach dem Lebensalter waren  294 Einwohner unter 18 Jahren, 693 waren zwischen 18 und 49, 333 zwischen 50 und 64 und 402 Einwohner waren älter. Die Einwohner lebten in 2002 Haushalten. Davon waren 551 Singlehaushalte, 541 Paare ohne Kinder und 701 Paare mit Kindern, sowie 171 Alleinerziehende und 38 Wohngemeinschaften. In 159 Haushalten lebten ausschließlich Senioren und in 483 Haushaltungen leben keine Senioren.

### Einwohnerentwicklung
- 1585: 162 Hausgesesse[3]
- 1747: 169 Haushaltungen[3]

| Waldkappel: Einwohnerzahlen von 1834 bis 2020 | Waldkappel: Einwohnerzahlen von 1834 bis 2020 | Waldkappel: Einwohnerzahlen von 1834 bis 2020 | Waldkappel: Einwohnerzahlen von 1834 bis 2020 | Waldkappel: Einwohnerzahlen von 1834 bis 2020 |
| --- | --------------------------------------------- | --------------------------------------------- | --------------------------------------------- | --------------------------------------------- |
| Jahr |                                               |                                               |                                               | Einwohner                                     |
| 1834 | 1834                                          |                                               | 1.096                                         | 1.096                                         |
| 1840 | 1840                                          |                                               | 1.256                                         | 1.256                                         |
| 1846 | 1846                                          |                                               | 1.285                                         | 1.285                                         |
| 1852 | 1852                                          |                                               | 1.274                                         | 1.274                                         |
| 1858 | 1858                                          |                                               | 1.055                                         | 1.055                                         |
| 1864 | 1864                                          |                                               | 1.093                                         | 1.093                                         |
| 1871 | 1871                                          |                                               | 1.021                                         | 1.021                                         |
| 1875 | 1875                                          |                                               | 1.188                                         | 1.188                                         |
| 1885 | 1885                                          |                                               | 1.107                                         | 1.107                                         |
| 1895 | 1895                                          |                                               | 1.144                                         | 1.144                                         |
| 1905 | 1905                                          |                                               | 1.039                                         | 1.039                                         |
| 1910 | 1910                                          |                                               | 1.042                                         | 1.042                                         |
| 1925 | 1925                                          |                                               | 1.108                                         | 1.108                                         |
| 1939 | 1939                                          |                                               | 1.150                                         | 1.150                                         |
| 1946 | 1946                                          |                                               | 1.422                                         | 1.422                                         |
| 1950 | 1950                                          |                                               | 1.631                                         | 1.631                                         |
| 1956 | 1956                                          |                                               | 1.647                                         | 1.647                                         |
| 1961 | 1961                                          |                                               | 1.901                                         | 1.901                                         |
| 1967 | 1967                                          |                                               | 2.047                                         | 2.047                                         |
| 1970 | 1970                                          |                                               | 1.997                                         | 1.997                                         |
| 1973 | 1973                                          |                                               | 5.702                                         | 5.702                                         |
| 1975 | 1975                                          |                                               | 5.569                                         | 5.569                                         |
| 1980 | 1980                                          |                                               | 5.200                                         | 5.200                                         |
| 1985 | 1985                                          |                                               | 5.113                                         | 5.113                                         |
| 1990 | 1990                                          |                                               | 5.085                                         | 5.085                                         |
| 1995 | 1995                                          |                                               | 5.228                                         | 5.228                                         |
| 2000 | 2000                                          |                                               | 5.028                                         | 5.028                                         |
| 2005 | 2005                                          |                                               | 4.936                                         | 4.936                                         |
| 2010 | 2010                                          |                                               | 4.592                                         | 4.592                                         |
| 2011 | 2011                                          |                                               | 4.701                                         | 4.701                                         |
| 2015 | 2015                                          |                                               | 4.411                                         | 4.411                                         |
| 2020 | 2020                                          |                                               | 4.228                                         | 4.228                                         |
| Datenquelle: Historisches Gemeindeverzeichnis für Hessen: Die Bevölkerung der Gemeinden 1834 bis 1967. Wiesbaden: Hessisches Statistisches Landesamt, 1968. Weitere Quellen: LAGIS; Hessisches Statistisches Informationssystem; Zensus 2011 Ab 1971 einschließlich der im Zuge der Gebietsreform in Hessen eingegliederten Orte. |                                               |                                               |                                               |                                               |

## Religion
Evangelische Kirche
Die Mehrheit der Bevölkerung Waldkappels ist evangelisch. Sie gehören zu den Kirchspielen Waldkappel, Bischhausen und Schemmern-Mäckelsdorf im Kirchenkreis Werra-Meißner. Der Kirchenkreis gehört zum Sprengel Kassel innerhalb der Evangelischen Kirche von Kurhessen-Waldeck.
Katholische Kirche
Die Katholiken Waldkappels gehören zum Bistum Fulda und sind dem Pastoralverbund St. Michael-Werra-Meißner im Dekanat Eschwege-Bad Hersfeld zugeordnet. Die Katholische Kirche Pfarrkuratiekirche St. Elisabeth befindet sich am Werenfriedplatz 1, 37284 Waldkappel. Zur Kirchengemeinde zählt auch das Kloster Marienheide in Wollstein.
Im Harmuthsachsen-Wollstein befindet sich das zu den Betlehemschwestern gehörende Kloster Marienheide.
Historische Religionszugehörigkeit
| • 1885: | 1089 evangelische (= 89,37 %), 10 katholische (= 0,90 %), 8 jüdische (= 0,72 %) Einwohner  |
| • 1961: | 1378 evangelische (= 72,48 %), 480 katholische (= 25,25 %) Einwohner                       |
| • 1987: | 4341 evangelische (= 84,5 %), 573 katholische (= 11,2 %), 224 sonstige (= 4,3 %) Einwohner |
| • 2011: | 3511 evangelische (= 74,7 %), 432 katholische (= 9,2 %), sonstige 758 (= 16,1 %) Einwohner |

## Politik

### Stadtverordnetenversammlung
Die Kommunalwahl am 14. März 2021 lieferte folgendes Ergebnis, in Vergleich gesetzt zu früheren Kommunalwahlen:

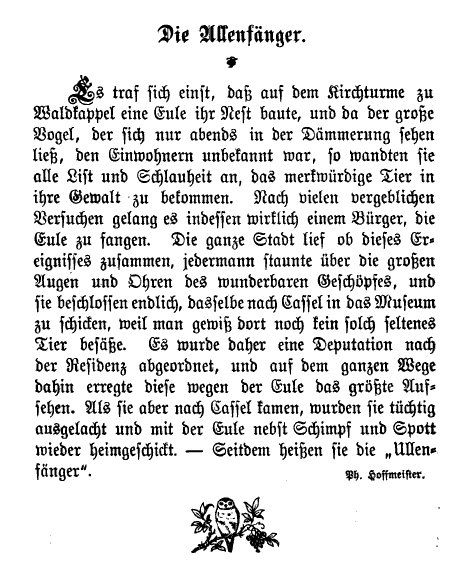
Die Ullenfänger (Uhlenfänger, Eulenfänger), Sage zum Ortsnecknamen der Waldkappeler

| Stadtverordnetenversammlung – Kommunalwahlen 2021 | Stadtverordnetenversammlung – Kommunalwahlen 2021                      |
| --- | ---------------------------------------------------------------------- |
| Stimmenanteil in %Wahlbeteiligung 59,3 % 50403020100 32,2 (−9,1)28,9 (+8,3)28,0 (−2,7)10,9 (n. k.)n. k. (−7,2) SPDÜWGbCDUGrüneGALe20162021Anmerkungen:b Überparteiliche Wählergemeinschafte Grün-Alternative-Liste Waldkappel | SitzverteilungInsgesamt 23 Sitze - SPD: 7 - Grüne: 3 - ÜWG: 7 - CDU: 6 |

| Parteien und Wählergemeinschaften | Parteien und Wählergemeinschaften           | % 2021 | Sitze 2021 | % 2016 | Sitze 2016 | % 2011 | Sitze 2011 | % 2006 | Sitze 2006 | % 2001 | Sitze 2001 |
| --------------------------------- | ------------------------------------------- | ------ | ---------- | ------ | ---------- | ------ | ---------- | ------ | ---------- | ------ | ---------- |
| SPD                               | Sozialdemokratische Partei Deutschlands     | 32,2   | 7          | 41,3   | 9          | 47,8   | 11         | 51,4   | 12         | 49,7   | 15         |
| ÜWG                               | Überparteiliche Wählergemeinschaft          | 28,9   | 7          | 20,6   | 5          | 13,0   | 3          | 11,9   | 3          | 18,6   | 6          |
| CDU                               | Christlich Demokratische Union Deutschlands | 28,0   | 6          | 30,7   | 7          | 30,5   | 7          | 32,2   | 7          | 24,9   | 8          |
| Grüne                             | Bündnis 90/Die Grünen                       | 10,9   | 3          | –      | –          | –      | –          | –      | –          | 6,8    | 2          |
| GAL                               | Grün-Alternative-Liste Waldkappel           | –      | –          | 7,4    | 2          | 8,7    | 2          | 4,5    | 1          | –      | –          |
| Gesamt                            | Gesamt                                      | 100,0  | 23         | 100,0  | 23         | 100,0  | 23         | 100,0  | 23         | 100,0  | 31         |
| Wahlbeteiligung in %              | Wahlbeteiligung in %                        | 59,3   | 59,3       | 59,4   | 59,4       | 60,5   | 60,5       | 58,1   | 58,1       | 63,4   | 63,4       |

### Bürgermeister
Nach der hessischen Kommunalverfassung wird der Bürgermeister für eine sechsjährige Amtszeit gewählt, seit dem Jahr 1993 in einer Direktwahl, und ist Vorsitzender des Magistrats, dem in der Stadt Waldkappel neben dem Bürgermeister ehrenamtlich ein Erster Stadtrat und vier weitere Stadträte angehören. Bürgermeister ist seit dem 1. Juli 2020 Frank Koch (SPD), der bis dahin dem Magistrat als Erster Stadtrat angehörte. Er wurde als Nachfolger von Reiner Adam (SPD), der nach zwei Amtszeiten nicht wieder kandidiert hatte, am 26. Januar 2020 im ersten Wahlgang ohne Gegenkandidaten bei 53,88 Prozent Wahlbeteiligung mit 94,52 Prozent der Stimmen gewählt.
Amtszeiten der Bürgermeister
- 2020–2026 Frank Koch (SPD)[24]
- 2008–2020 Reiner Adam (SPD)[25]
- 1984–2008 Peter Hillebrandt
- 1957–1984 Heinz Huth
- 1954–1957 Emil Wilhelm
- 1952–1954 Karl Knieriem
- 1946–1952 Bernhard Herwig
- 1945–1946 Max Drescher
- 1945–1945 Johannes Böpel
- 1944–1945 Georg Beyer
- 1931–1944 Wilhelm Schier
- 1924–1931 Max-Florian Oeding
- 1915–1923 Reinhard Kratzenberg
- 1913–1915 Georg Wassmann
- 1910–1913 …
- 1908–1910 Wiegand Pitz
- 1888–1907 Heinrich Meister

### Wappen
| Wappen von Waldkappel | Blasonierung: „In Rot über grünem Dreiberg eine silberne (weiße) Kapelle mit blauem Dach, blau gedecktem Spitzturm und drei goldene (gelbe) Dachknäufe besteckt mit goldenen (gelben) Kreuzen vor vier grünen Bäumen mit goldenen (gelben) Stämmen.“ |
| Wappen von Waldkappel | Wappenbegründung: Das Wappen ist abgeleitet von Siegeln von 181 und dem 17. Jahrhundert, die zunächst aber nur eine Kapelle zeigten. Bereits 1605 fand in Siebmachers Wappenbüchern die hinzugefügten Bäume, die als weiteres redendes Element für Namensteil „Wald“ dienten. Das Wappen ist heraldisch nicht korrekt, da hier mehrfach gegen die heraldische Farbregel verstoßen wird. |

### Banner und Flagge
|  | 00Banner: „Das Banner ist rot-weiß längsgestreift mit dem aufgelegten Wappen in der Mitte.“    |
|  | 00Hissflagge: „Die Flagge ist rot-weiß quergestreift mit dem aufgelegtem Wappen in der Mitte.“ |

### Gemeindepartnerschaften
Waldkappel unterhält Partnerschaften mit der französischen Stadt Carhaix in der Bretagne und mit der niederländischen Gemeinde Rijnwoude.

## Verkehr
Durch Waldkappel führen die B 7 und die A 44.
Der stillgelegte Bahnhof Waldkappel lag an der Bahnstrecke Leinefelde–Treysa (Teil der Kanonenbahn) und der Bahnstrecke Kassel–Waldkappel. Der letzte reguläre Personenzug fuhr in Waldkappel im Jahr 1985. 

## Persönlichkeiten
In Waldkappel geboren
- Christian Schütz (1526–1592), evangelischer Theologe
- Katt Both (1905–1985), Architektin und Möbeldesignerin